# Campo de Criptana
Campo de Criptana é um município da Espanha na província de Ciudad Real, comunidade autónoma de Castilla-La Mancha, de área 7,51 km² com população de 251 habitantes (2007) e densidade populacional de 47,55 hab./km².

## História
Conhecida por ser o berço de Sara Montiel e pelos seus 10 moinhos de vento, três destes do século XVI, Campo de Criptana (Ciudad Real) é uma paragem obrigatória na Rota do Quixote. Próximo desta Serra dos Moinhos pode-se visitar Albaicín, com as casas de telha árabe pintadas de branco e índigo nas ruas estreitas e de elevado declive. .

## Demografia

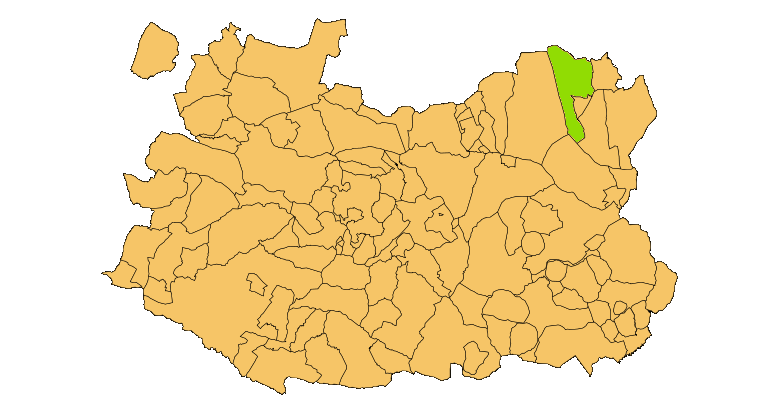
Mapa de localização

| Variação demográfica do município entre 1991 e 2004 | Variação demográfica do município entre 1991 e 2004 | Variação demográfica do município entre 1991 e 2004 | Variação demográfica do município entre 1991 e 2004 |
| --------------------------------------------------- | --------------------------------------------------- | --------------------------------------------------- | --------------------------------------------------- |
| 1991                                                | 1996                                                | 2001                                                | 2004                                                |
| 13                                                  | 13892                                               | 13184                                               | 13258                                               |

## Pessoas ilustres
Pessoas ilustres relacionadas a Campo de Criptana por sua atividade ou origem estão listadas abaixo:
- Luis Cobos, músico, compositor e maestro [5] [6]
- Óscar García-Casarrubios, ciclista profissional [7]
- Fernando Manzaneque, ciclista profissional [8][9]
- Jesús Manzaneque, ciclista profissional [10]
- Manuel Manzaneque, ator, diretor e produtor teatral
- Domingo Miras, dramaturgo [11]
- Sara Montiel, cantora e atriz [12]
- María Zaragoza, escritora e articulista [13][14]